# Hidrati plinov
Hidrati plinov, hidrati ali klatrati so kristalne trdne snovi na vodni osnovi, podobne ledu, v katerih so majhne nepolarne molekule, običajno plini, ali polarne molekule z velikimi hidrofobnimi deli ujete v »kletke« zamrznjenih molekul vode, vezanih z vodikovimi vezmi. Hidrati plinov so torej nekakšne spojine, v katerih je gostiteljska molekula voda, gostujoča molekula pa običajno plin ali tekočina. Brez podpore ujetih molekul bi se mrežasta struktura klatratov zrušila v običajno strukturo ledenih kristalov ali tekočo vodo. Klatrate tvori večina plinov z nizko molekulsko maso, vključno z O2, H2, N2, CO2, CH4, H2S, Ar, Kr in Xe, in pri ustreznih temperaturah in tlakih nekateri višji ogljikovodiki in freoni. Klatrati uradno niso kemične spojine, saj gostujoče molekule niso vezane na mrežo s kemičnimi vezmi. Tvorba in razgradnja klatratov sta fazna prehoda prvega reda in ne kemični reakciji. Podrobni mehanizmi njihovega nastanka in razgradnje na molekularni ravni še vedno niso dobro razumljeni. Hidrate plinov je prvi dokumentiral Humphry Davy leta 1810, ki je ugotovil, da je voda glavna sestavina tistega, za kar so prej mislili, da je trden klor.
Ugotovljeno je, da se klatrati v naravi pojavljajo v velikih količinah. Približno 6,4 bilijona (6,4 × 1012) ton metana je ujetega v usedlinah metanovega hidrata na globokem oceanskem dnu. Nahajališča metanovega hidrata so tudi na norveškem epikontinentalnem pasu v severnem boku čelne stene Storegge Slidea. Klatrati lahko obstajajo tudi kot permafrost, na primer na severozahodu kanadske Arktike. Ti hidrati zemeljskega plina veljajo za potencialno obsežen vir energije, zato ima več držav nacionalne programe za razvoj tega vira energije.
Klatrati so zanimivi tudi s tehnološkega vidika, ker omogočajo na primer razsoljevanje morske vode, skladiščenje plinov, na primer ogljikovega dioksida, lokalno in daljinsko hlajenje itd. V naftni industriji lahko povzročijo težave, saj lahko nastanejo tudi znotraj plinovodov. Globokomorsko odlaganje hidrata ogljikovega dioksida je bilo predlagano kot metoda za odstranitev tega toplogrednega plina iz ozračja in nadzor podnebnih sprememb. Domneva se, da klatrati v velikih količinah nastajajo tudi na nekaterih zunanjih planetih, lunah in transneptunskih objektih, pri čemer vežejo plin pri dokaj visokih temperaturah.

## Zgradba
Plinski hidrati običajno tvorijo dve kristalografski kubični strukturi: strukturo tipa I, imenovano sI, in strukturo tipa II, imenovano sII iz prostorskih skupin {\displaystyle Pm{\overline {3}}n}  oziroma {\displaystyle Fd{\overline {3}}m}. Tretja je heksagonalna struktura iz prostorske skupine {\displaystyle P6/mmm}. Opazna je tudi struktura tipa H.
Enotsko celico tipa I sestavlja 46 molekul vode, ki tvorijo dve vrsti kletk – malo in veliko. Enotska celica vsebuje dve mali in šest velikih kletk. Mala kletka ima obliko peterokotnega dodekaedra (512), ki ni običajen dodekaeder, velika pa obliko tetradekaedra, natančneje šesterokotnega prisekanega trapezoedra (51262). Skupaj tvorita različico Weaire-Phelanove zgradbe. Tipični gosti, ki tvorijo hidrate tipa I, so CO2 v klatratu ogljikovega dioksida in CH4 v klatratu metana. 
Enotsko celico tipa II sestavlja 136 molekul vode, ki spet tvorijo dve vrsti kletk – male in velike. V tem primeru je v enotski celici šestnajst malih in osem velikih kletk. Mala kletka ima spet obliko peterokotnega dodekaedra (512), velika pa je heksadekaeder (51264). Hidrate tipa II tvorijo plini, kot sta O2 in N2. 
Enotsko celico tipa H sestavlja 34 molekul vode, ki tvorijo tri vrste kletk – dve različni mali in eno "ogromno". V tem primeru je enotska celice sestavljena iz treh malih kletk tipa 512, dveh malih kletk tipa 435663 in ene ogromne kletke tipa 51268. Da je zgradba stabilna, morata v enotski celici tipa H sodelovati dva gostujoča plina z različno velikimi molekulami. V velikih votlinah strukture H so na primer butan (C4H8) in drugi ogljikovodiki, v malih votlinah pa so plini z majhnimi molekulami. Domneva se, da hidrati z zgradbo H obstajajo v Mehiškem zalivu. Termogensko proizvedene zaloge težkih ogljikovodikov so tam običajne. 

## Naravni plinski hidrati

### Hidrati zemeljskega plina
Hidrate zemeljskega plina, pretežno metana, je mogoče najti na morskem dnu, v oceanskih sedimentih, sedimentih v globokih jezerih, na primer v Bajkalskem jezeru, in v permafrostu. Količina metana, ki je potencialno ujeta v naravnih nahajališčih metanovega hidrata je lahko znatna – od 1015 do 1017 kubičnih metrov, in zato zelo zanimiva kot potencialni vir energije. Katastrofalno sproščanje metana pri razgradnji takšnih usedlin bi lahko povzročilo globalne podnebne spremembe, imenovane "hipoteza klatratnega topa", ker je metan močnejši toplogredni plin kot ogljikov dioksid. Hitra razgradnja takih usedlin bi lahko sprožila zemeljske plazove, potrese in cunamije. Hidrati zemeljskega plina pa ne vsebujejo samo metana, temveč tudi druge plinaste ogljikovodike, H2S in CO2. V vzorcih polarnega ledu so pogosto opazni tudi hidrati zraka. 
Pingi, griči z jedri iz premafrosta, visoki 3 do 70 metrov in s premerom 30 do 1000 metrov, so pogoste tvorbe v regijah s permafrostom. Podobne strukture se najdejo tudi v globokih vodah, povezanih z odprtinami metana. Pomembno je, da lahko plinski hidrati nastanejo celo v odsotnosti tekoče faze. V tem primeru je v plinu ali tekoči fazi ogljikovodikov raztopljena voda.
Leta 2017 sta tako Japonska kot Kitajska poročali o uspešnih poskusih obsežnega črpanja metanskih hidratov z morskega dna. Do proizvodnje v tržno zanimivem obsegu bo moralo miniti še nekaj let.
Poročilo Research Fronts iz leta 2020 pravi, da sta odkrivanje akumulacij plinskih hidratov in rudarska tehnologija, povezana z njimi, eni od deset najbolj zanimivih raziskovalnih področij v geološki znanosti.

### Plinski hidrati v plinovodih
V plinovodih pogosto vladajo termodinamski pogoji, ugodni za nastanek hidratov. To je seveda nezaželeno, ker zmanjšujejo pretočnost cevi, jih zamašijo ali poškodujejo drugo opremo.
Obloge hidratov ne stenah cevi je mogoče odstraniti s povišanjem temperature ali znižanjem tlaka. Proces je v obeh primerih dolgotrajen, zato je bolj primerno preprečevanje njihovega nastanka, se pravi obvladovanja tlaka, temperature in pretoka in preprečevanje prisotnosti vode. 

#### Inhibitorji
V plinovodih, ki obratujejo v pogojih, ugodnih za nastanek hidratov, se njihovo nastajanje lahko prepreči z dodajanem inhibitorjev, snovi, ki upočasnjujejo njihovo nastajanje. 
Med termodinamskimi inhibitorji so najpogostejši metanol, etilenglikol ali dietilenglikol, ki se načeloma lahko reciklirajo. Tovrstni inhibitorji znižajo temperaturo nastajanja hidratov. 
Kinetični inhibitorji in antiaglomeranti so nekaj novega in zahtevajo obsežne raziskave in prilagoditve aktualnemu plinovodu. Kinetični inhibitorji upočasnijo nastajanje kondenzacijskih jeder. Aglomeracijski inhibitorji tega procesa ne ustavijo, ampak preprečijo združevanje majhnih aglomeratov v večje. Kinetični inhibitorji so običajno polimeri ali kopolimeri, antiaglomeranti pa so običajno bipolarne površinsko aktivne snovi, ki se vežejo tako na hidrate kot na ogljikovodike.

## Prazni klatrati
Prazni klatrati so termodinamično nestabilni, ker so gostujoče molekule bistvenega pomena za stabilnost njihovih struktur. Njihovo preučevanje je zelo omejeno zaradi zelo specifičnih pogojev nastanka.

## Hidrati ogljikovega dioksida
Hidrati ogljikovega dioksida so hidrati z ogljikovim dioksidom kot gostujočim plinom. So nestehiometrična spojina, sestavljena iz kletke molekul vode, povezanih z vodikovimi vezmi. Hidrat ima videz ledu in kristalizira v dveh različicah v kubičnem kristalnem sistemu s 46 molekulami H2O (ali D2O) in 8 molekulami CO2, ki zapolnijo prazen prostor v kletki vodnih molekul.  Raziskovalci so prepričani, da imajo oceani in permafrost ogromen potencial za skladiščenje antropogenega ogljikovega dioksida in obliki njegovih hidratov. Z uporabo aditivov, ki premaknejo ravnotežno krivuljo v faznem diagramu proti višji temperaturi in nižjemu tlaku, je še vedno pod drobnogledom, saj bi omogočila shranjevanje ogromnih količin ogljikovega dioksida v manjših morskih globinah.